# Nyanzapithecus harrisoni
Nyanzapithecus harrisoni es una especie extinta de primate catarrino perteneciente a la familia Proconsulidae que vivió durante el Mioceno en Kenia entre hace 15 y 13 millones de años. Fue descrita por Kunimatsu en 1997 a partir del espécimen KNM-BG 15237, un molar derecho.